# ژاکلین نونان
ژاکلین آنه نونان (متولد ۲۸ اکتبر ۱۹۲۸ - درگذشته ۲۳ ژوئیه ۲۰۲۰) پزشک و متخصص قلب کودکان که بیشتر به خاطر توصیف یک اختلال ژنتیکی که الان نشانگان نونان نامیده می‌شود، شناخته شده‌است. او همچنین توصیف‌کنندهٔ اصلی سندروم هیپوپلاستیک قسمت چپ قلب بود.

## زندگی‌نامه
ژاکلین در ۲۸ اکتبر ۱۹۲۸ در کنتاکی به دنیا آمد. او در کالج آلبرتوس مگنوس شیمی، در دانشگاه ورمونت پزشکی خواند و در ۱۶۵۶ در رشته پزشکی در بوستون معروف شد. بعد از آن کار در دانشگاه آیووا را آغاز کرد. در اولین کارش به عنوان متخصص قلب کودکان، متوجه شد که کودکان با نوع نادری از نقص قلب که تنگی دریچه ریوی قلب نامیده می‌شود اغلب دارای ظاهر فیزیکی مشخصی هستند. آن‌ها قدی کوتاه، پره گردنی و گوش‌های پایین دارندو فاصله بین چشم‌هایشان زیاد است. او اولین مقاله خود را در مورد این موضوع در سال ۱۹۶۳ ارائه داد و بعد از چندین مقاله و به رسمیت شناخته شدن آن، این وضعیت در سال ۱۹۷۱ به‌طور رسمی به نام سندرم نونان نامگذاری شد. دکتر نوونان در سال ۱۹۶۱ به دانشکده پزشکی تازه تأسیس دانشگاه کنتاکی رفت، که در آنجا بیش از ۴۰ سال خدمت کرد.یک بورس تحصیلی برای پژوهش در رشته اطفال به نام او تأسیس شده‌است .در حالی که نونان از سال ۲۰۰۷ نیمه بازنشسته بود، هنوز در سن ۸۵ سالگی از ماه فوریه سال ۲۰۱۴ کار می‌کند.